# Du schon wieder (Fernsehserie)
Du schon wieder (Originaltitel: You Again?) ist eine US-amerikanische Sitcom. Sie ist eine Adaption der britischen Serie Da bin ich wieder.

## Handlung
Im Mittelpunkt der Serie stehen Henry Willows (Jack Klugman) und sein Sohn Matthew (John Stamos). Henry hat nach wie vor an seiner bereits zehn Jahre zurückliegenden Scheidung zu zehren. Auch der Kontakt zum daraus entstandenen Sohn brach ab und beide haben sich einander entfremdet. Henry ist Filialleiter eines Supermarktes und führt ein konservatives und beschauliches Singleleben. Seine englische Haushälterin Enid (Elizabeth Bennett) unterstützt ihn dabei.
Die Serie beginnt damit, dass sein 17-jähriger Sohn Matthew ihn daheim überrascht, mit dem er fortan die Wohnung teilt. Matt ist ein eigenwilliger, aufmüpfiger, schlagfertiger und recht attraktiver Jugendlicher der beim anderen Geschlecht sehr beliebt ist. In Alltagssituationen treiben sich der mürrische doch auch gutherzige Henry, Enid und Matt gegenseitig an den Rand ihrer Geduld. Letztlich legen sich diese Spannungen aber durch familiäre Bindungen, Aussprache und gegenseitiges Verständnis wieder.

### Gastauftritte
- The Beach Boys
- K Callan
- Conrad Janis
- Richard Kline
- Robert Morse
- Alan Oppenheimer
- Marion Ross
- Armin Shimerman
- Liz Torres
- David Wohl

### Trivia
- Elizabeth Bennett spielte die Rolle der Haushälterin Enid bereits im Originalformat Da bin ich wieder die aus 4 Staffeln besteht. Die Serien wurden zu gleicher Zeit produziert, was Bennett dazu zwang, häufig zwischen den Aufnahmestätten von Los Angeles und London zu pendeln. Während der zweiten Staffel wurde die Rolle der Enid aus der Serie gestrichen und durch Pam ersetzt, gespielt von Valerie Landsburg.
- Die Niederländische Serie Ha, die Pa! (Hallo, Vater!) basiert ebenfalls auf dem Drehbuch von Da bin ich wieder. Sie wurde 1990 bis 1993 auf dem Sender NCRV ausgestrahlt.
- In einer Folge spielt John Stamos als Matthew einen Ersatzmusiker am Schlagzeug bei einem Auftritt der Beach Boys. Stamos war zu jener Zeit tatsächlich gelegentlich Gastmusiker bei Liveauftritten der Band, und 1988 ist Stamos auch im Video des Liedes Kokomo der Beach Boys in der Rolle des Schlagzeugers zu sehen.